# Gare de Couze
La gare de Couze est une gare ferroviaire française de la ligne de Libourne au Buisson, située sur le territoire de la commune de Lalinde, au lieu-dit Port-de-Couze, dans le département de la Dordogne en région Nouvelle-Aquitaine.
C’est une halte ferroviaire de la Société nationale des chemins de fer français (SNCF), desservie par des trains TER Nouvelle-Aquitaine.
Cette gare ferme le vendredi 11 décembre 2020 par manque de voyageurs.
Un site préhistorique de plein air proche de la gare est bien connu dans les milieux concernés, sous le nom de « gare de Couze ».

## Situation ferroviaire
Établie à 41 m d'altitude, la gare de Couze est située au point kilométrique (PK) 624,837 de la ligne de Libourne au Buisson, entre les gares ouvertes de Bergerac et de Lalinde.

## Fréquentation
La fréquentation de la gare est détaillée dans le tableau ci-dessous :
|           | 2015  | 2016 | 2017  | 2018 | 2019 | 2020 |
| --------- | ----- | ---- | ----- | ---- | ---- | ---- |
| Voyageurs | 1 459 | 784  | 1 010 | 151  | 122  | 24   |

## Histoire
La recette annuelle de la gare est de 129 894 francs en 1881, de 126 250 francs en 1882 et de 96 709 francs en 1886.

## Service des voyageurs

### Accueil
Halte SNCF, c'était un point d'arrêt non géré (PANG) à entrée libre.

### Desserte
Jusqu'à sa fermeture le 11 décembre 2020, Couze était desservie par des trains TER Nouvelle-Aquitaine qui effectuent des missions entre les gares de Bergerac et Sarlat.

### Intermodalité
La stationnement des véhicules est possible à proximité.